# Petko Popgantchev
Petko Popgantchev, né le 21 août 1905 et mort le 8 mars 1983 à Sofia, est un aviateur bulgare. 

## Biographie
Il est né le 21 août 1905 dans le village de Suhindol (en), Tarnovsko. 